# Murtaza
Murtaza (perzijsko مرتضی, Morteza) je bil eden od zadnjih kanov Zlate horde, * ni znano,  † 1491.
Bil je starejši sin kana Ahmeda bin Kučuka, ubitega kmalu po  neuspelem pohodu na Moskovsko veliko kneževino in zastoju na reki Ugri. Med Ahmedovim umikom z Ugre je Murtaza vdrl na rusko ozemlje in zasedel Konin in Juhovo in se tam celo poskušal naseliti.  Ko se je mestoma začela približevati vojska kneza Ivana III. Vasiljeviča, je pobegnil v stepe.
Po smrti kana Ahmeda so se začeli za njegovo dediščino boriti sinovi Murtaza, Sajid Ahmed II. in Šejk Ahmed. Sinovi niso imeli takšne avtoritete, kot njihov oče,  lahko pa so zbrali zadostno število podpornikov, kar jim je omogočilo, da so na političnem prizorišču ostali približno 50 let. Murtaza je bil najverjetneje najstarejši od preživelih Ahmedovih sinov. Po Ahmedovem umoru je njegov beglerbeg Timur Mangit uspel v stepi najti starejše otroke Murtaze in Sajid Ahmeda in z njimi oditi na Krim. Krimski kan Mengli I. Geraj je ubežnike sprejel, a jih je bolj kot goste ali zaveznike  obravnaval kot častne ujetnike.
Ibak, Musa in Jamgurči, morilci kana Ahmeda, niso poskušali izkoristiti svoje pravice do oblasti, ker niso imeli dovolj podpore plemstva. V hordi se je pojavil vakuum oblasti, v katerem so konec leta 1481 ali 1482 za zakonitega kana izvolili Šejka Ahmeda.
Njegova starejša brata sta leta 1485 skušala pobegniti s Krima. Mengli Giraju je uspelo ujeti  Murtazo, Sajid Ahmed in Timur Mangit pa sta uspela pobegniti v Kumanijo. Sajid Ahmed je bil tam celo razglašen za kana, kar  med brati ni povzročilo novega spora. Istega ali naslednjega  leta sta Sajid Ahmed  Timur Mangit nenadoma napadla Menglija Giraja, ko je razpustil  glavnino svoje vojske. Murtazo jima je uspelo osvoboditi, obleganje prestolnice, ki jo je branil Mengli Giraj, pa je spodletelo. Brata sta opustošila Eski Kirim in poskušala osvojiti turško Kafo, večjih uspehov pa nista dosegla. Na umiku s Krima ju je napadal Mengli Giraj, ki je medtem uspel mobilizirati novo vojsko in osvoboditi ujetnike pobeglih bratov.
Brata sta se kljub umiku s Krima počutila kot zmagovalca in Murtaza se je razglasil za kana. V stepi so bili takrat že trije kani, vendar se niso spopadli. Leta 1486 je Murtaza s pomočjo Mengli Girajevega starejšega brata Nur Devleta, ki je bil takrat v Moskvi, bodisi v častnem ujetništvu, bodisi v službi Ivana III., in je bil tega leta razglašen za kana Kasimskega kanata, poskusil odvzeti prestol Mengliju Giraju. Murtaza je Nur Devletu in Ivanu preko svojega odposlanca Šaha Baglula poslal uradna dopisa, ki ju je Ivan prestregel in zadržal. Ker ni želel prekiniti dobrih odnosov s svojim zvestim zaveznikom Menglijem Girajem, je Murtazov poskus prevzema oblasti propadel. Da bi preprečil sovražne akcije na južnih mejah Moskovske kneževine, je Ivan III. na jug poslal vojsko pod Nur Devletovim  poveljstvom.
Neuspeh te pustolovščine je močno spodkopal Murtazovo avtoriteto. Njegov brat Sajid Ahmed se je vse bolj zbliževal s Šejkom Ahmedom. Leta 1490 sta Šejk Ahmed  in Sajid Ahmed s svojim zaveznikom, astrahanskim kanon Abdelkerimom, poskušali zasesti Krim. Opustošila sta severne dele Krima, medtem pa je Mengli Giraju uspelo mobilizirati svoje sile. Od osmanskega sultana Bajazida II. je dobil  2000 janičarjev, Ivan III. pa je na jug poslal svojo vojsko pod poveljstvom kazanskega kana Mohameda Amina in novega kasimskega kana, Nur Devletovega sina  Satilgana. Brata sta se takoj umaknila s Krima. 
Bajazid II. je zaradi napada na svojega zvestega vazala menda nameraval poslati kazensko odpravo proti Veliki Hordi. Murtaza mu je takoj poslal sporočilo, v katerem se je distanciral od svojih bratov in vso krivdo prenesel na Sajida, vendar se je hkrati pokesal za svoje dejanje. Bajazid je bil s tem zadovoljen in kazenski pohod preklical.
Šejk Ahmed se je zaradi izboljšanja odnosov z Nogajci leta 1493 nameraval poročiti z Musovo hčerko, kar je izzvalo negativno reakcijo plemstva. Šejka Ahmeda so odstavili in na njegovo mesto postavilo Murtazo. Ahmedova sovladarja Sajid Kan in beglerbeg Hadžike sta ostala na svojih položajih. Ahmed je že junija 1494 ponovno prišel na oblast, Murtaza in Hadžike pa sta pobegnila k Čerkezom na Terek.  Za novega beglerbega je bil imenovan Tavakul,  sin Timur Mengija. Sajid kan je ostal sovladar, vendar ni aktivno sodeloval v politiki.
Murtaza se je leta 1498 pogajal z litovskim knezom Aleksandrom Jageloncem in ga prosil za azil. 
Pozimi 1500-1501 je Šejk Ahmed pripravljal napad na Krim in k sodelovanju pozval brata Šejk Kana in celo Murtazo in starega zaveznika, astrahanskega kana Abdelkarima. Slednji v napadu ni sodeloval. Po nizu vojaških in diplomatskih neuspehov je Šejk Ahmed leta 1504 končal v litovskem ujetništvu. Eden od legitimnih kandidatov za njegovo nasledstvo je bil tudi Murtaza, ki ga zaradi starosti položaj očitno ni zanimal.
Nogajci so večkrat apelirali na litovskega kneza Sigismunda Kiestutaitisa s  prošnjo, da izpusti Šejka Ahmeda, v upanju, da povrne status Velike horde. Na njegovo osvoboditev niso čakali, ampak so prestol ponudili Murtazi. Slednji je ponudbo zavrnil in za kana predlagal svojega mlajšega brata Hadžika, ki je bil kalga pod Šejkom Ahmedom.  Jeseni 1514 je bil Hadžik v prisotnosti bratov Murtaze in Muzafarja in nogajskega plemstva na Tereku razglašen za kana. Izvolitev je bila še kako potrebna nogajskemu begu Šejku Mohamedu, ki je bil imenovan za beglerbega. Imenovanje je zelo dvignilo njegov ugled. Šejka Mohameda so leta 1519 premagali Kazahi, nato pa ga je astrahanski kan Džanibeg ukazal usmrtiti. Hadžik je z njegovo smrtjo izgubil ministra in močnega pokrovitelja. 

## Vir
- Почекаев Р. Ю. Цари ордынские. Биографии ханов и правителей Золотой Орды. СПб.: Евразия, 2010. str. 408. ISBN 978-5-91852-010-9.

| Murtaza Bordžigini |                              |                            |
| Vladarski nazivi   |                              |                            |
| Predhodnik: Ibak   | Kan Velike horde 1481 - 1485 | Naslednik: Šejk Ahmed      |
| Predhodnik: Ibak   | Kan Velike horde 1487 - 1491 | Naslednik: Mengli I. Geraj |